# Seznam náměstí v Třebíči
Seznam náměstí v Třebíči obsahuje výčet veřejných prostranství, která mají v pojmenování obsažen výraz „náměstí“. Náměstí jsou seřazena abecedně podle současného názvu, u každého z nich je uvedena část obce a katastrální území, pod kterou dané náměstí přísluší.

## Seznam
| Název                  | Obrázek                | Část obce                                        | Poznámky |
| ---------------------- | ---------------------- | ------------------------------------------------ | --- |
| Dělnické náměstí       | Dělnické náměstí       | Borovina (49°12′35″ s. š., 15°51′48″ v. d.)      | |
| Gorazdovo náměstí      | Gorazdovo náměstí      | Horka-Domky (49°12′46″ s. š., 15°52′41″ v. d.)   | Jeho součástí jsou i Tyršovy sady a nachází se na něm kostel sv. Václava a sv. Ludmily. |
| Karlovo náměstí        | Karlovo náměstí        | Vnitřní Město (49°12′58″ s. š., 15°52′50″ v. d.) | Lidově je nazýváno rynek, od r. 1951 do r. 1989 neslo název Gottwaldovo náměstí. V letech 2020-2022 proběhla velká rekonstrukce náměstí.                                                                         |
| Komenského náměstí     | Komenského náměstí     | Vnitřní Město (49°12′54″ s. š., 15°52′38″ v. d.) | |
| Martinské náměstí      | Martinské náměstí      | Vnitřní Město (49°12′54″ s. š., 15°52′50″ v. d.) | Na jeho území se nachází kostel sv. Martina s městskou věží, v letech 2023 a 2024 proběhla velká rekonstrukce náměstí.                                                                                           |
| Masarykovo náměstí     | Masarykovo náměstí     | Vnitřní Město (49°12′50″ s. š., 15°52′49″ v. d.) | |
| Náměstí Rabína Ingbera | Náměstí rabína Ingbera | Zámostí (49°13′3″ s. š., 15°52′47″ v. d.)        | Pojmenováno v roce 2017. |
| Purkyňovo náměstí      | Purkyňovo náměstí      | Jejkov (49°12′43″ s. š., 15°53′20″ v. d.)        | Purkyňovo náměstí má od roku 2018 novou podobu, souvisí s přestavbou nemocnice a zbořením vstupního objektu a brány do Nemocnice Třebíč.                                                                         |
| Tiché náměstí          | Tiché náměstí          | Zámostí (49°13′2″ s. š., 15°52′36″ v. d.)        | |
| Václavské náměstí      | Václavské náměstí      | Horka-Domky (49°12′26″ s. š., 15°52′47″ v. d.)   | Václavské náměstí se nachází na jižním okraji města, nedaleko od náměstí se nachází poliklinika Vltavínská, na náměstí se nachází budova Základní školy. V roce 2024 by náměstí mělo projít velkou rekonstrukcí. |
| Vaňkovo náměstí        | Vaňkovo náměstí        | Horka-Domky (49°12′36″ s. š., 15°53′5″ v. d.)    | |
| Žerotínovo náměstí     | Žerotínovo náměstí     | Podklášteří (49°13′1″ s. š., 15°52′33″ v. d.)    | |